# Contea di Rawlins
La contea di Rawlins in inglese Rawlins County è una contea dello Stato del Kansas, negli Stati Uniti. La popolazione al censimento del 2000 era di 2 966 abitanti. Il capoluogo di contea è Atwood